# Der Rote Wolf. Ein Krimi aus Passau
Der Rote Wolf. Ein Krimi aus Passau ist ein deutscher Fernsehfilm aus dem Jahr 2025 von Regisseur Jan Fehse nach einem Drehbuch von Michael Vershinin mit Marie Leuenberger und Michael Ostrowski. Es ist die 7. Folge der ARD-Kriminalfilmreihe Ein Krimi aus Passau.

## Handlung
Die Blumenhändlerin Marie Polt wird in ihrem Geschäft mit einer Traubenschere im Herzen ermordet aufgefunden. Jochen Mohn und Hermine Grill von der Kriminalpolizei Passau nehmen die Ermittlungen auf. Verdächtigt wird Jozef Hašek, genannt der „Rote Wolf“. Der ursprünglich aus Tschechien stammende Anführer der Biker-Gang „Lobos Rojos“, deren Logo ein roter Wolf in Anlehnung an den Passauer Wolf ist, soll seine Ex-Frau erstochen haben.
Hašek wendet sich an die frühere Polizistin Frederike Bader, die seine Unschuld beweisen soll. Nachdem die Beziehung zwischen ihr und dem österreichischen Privatdetektiv Ferdinand Zankl angespannt ist, muss sie alleine ermitteln. Grund dafür ist, dass Zankl Frederike nicht dabei helfen will, Khaled, dem Freund ihrer Tochter Mia nachzuspionieren. Frederike ist davon überzeugt, dass mit Khaled etwas nicht stimmt.
Privatdetektiv Zankl dagegen wird von Kriminalhauptkommissarin Hermine Grill gebeten, sie bei den Ermittlungen zu unterstützen. Für Grill ist der „Rote Wolf“ zweifellos der Mörder seiner Ex-Frau.

## Produktion und Hintergrund
Die Dreharbeiten der Folge fanden vom 14. September bis zum 13. Oktober 2023 statt, gedreht wurde in Passau und München. Produziert wurde der Film von der Hager Moss Film im Auftrag des Bayerischen Rundfunks und ARD Degeto, als Produzentin fungierte Diana Chylla.
Die Kamera führte Hendrik A. Kley, die Musik schrieben David Schoch und David Reichelt, die Montage verantwortete Florian Leitl. Das Kostümbild gestaltete Andrea Spanier, das Szenenbild Söhnke Noé, den Ton Thorsten Bolzé und Jan Blömeke und die Maske Nadine Scherer, Birgit Neumaier und Christine Bernrieder.

## Veröffentlichung
In der ARD Mediathek soll der Film am 8. September 2025 veröffentlicht werden, die Erstausstrahlung im Ersten ist für den 11. September 2025 vorgesehen.

## Rezeption
Tilmann P. Gangloff vergab auf tittelbach.tv 3,5 von 6 Sternen. Selbst die Krimimusik könne zwar nicht kaschieren, dass kaum Spannung aufkomme, zumal das Drehbuch nicht ganz so raffiniert sei wie zuletzt, aber der Film erfreue erneut bis zum Schluss durch diverse Überraschungen. Sehenswert sei auch die Bildgestaltung.